# Marcel Ilpide
Marcel Ilpide, né le 16 mars 1904 à Chasseradès (Lozère) et mort le 11 août 1961 à Nice (Alpes-Maritimes), est un coureur cycliste français.

## Biographie
Marcel Ilpide participe à deux Tours de France durant l'entre-deux guerres. Il finit 59e et avant-dernier du Tour de France 1929. Puis, alors qu'il porte le dossard 127, à nouveau 59e mais ce coup-ci, lanterne rouge du Tour de France 1930.
Il a exercé le métier de mineur sur un site du village de Bessèges dans le Gard.

## Palmarès
- 1928
  - 3e du Circuit des Cévennes

## Résultats sur le Tour de France
2 participations
- 1929 : 59e
- 1930 : 59e et lanterne rouge